# Brielle
Brielle é um distrito localizado no estado americano de Nova Jérsei, no Condado de Monmouth.

## Demografia
Segundo o censo americano de 2000, a sua população era de 4893 habitantes. 
Em 2006, foi estimada uma população de 4852, um decréscimo de 41 (-0.8%).

## Geografia
De acordo com o United States Census Bureau tem uma área de  6,1 km², dos quais 4,6 km² cobertos por terra e 1,5 km² cobertos por água.

## Localidades na vizinhança
O diagrama seguinte representa as localidades num raio de 8 km ao redor de Brielle. 